# Grupo a
Grupo <a>, es una empresa Colombiana dedicada a la fabricación de repuestos para motos, automóviles, camiones, equipos de construcción y de minería. También tiene inversiones en el mercado inmobiliario.

## Historia
En 1932, El inmigrante libanes Chaid Neme, se radica en Ocaña, Norte de Santander abriendo su almacén de telas y sombreros.
En 1937, junto con su hermano decide incursionar en la creciente industria de repuestos para maquinarias.
En 1976, empiezan a exportar sus productos.

## Portafolio

### Incolbest
Es la línea de repuestos para frenos. Fue fundada en 1955, empieza la fabricación de pastillas de frenos. En 1960 se crea la marca que luego empezaría a fabricar zapatas de frenos, en 1982 empieza a exportar sus productos. en 2006 empieza la fabricación de frenos de discos.

### BWB
Es la línea de repuestos para sistemas de embragues. Fue fundada en 1964, empezó fabricando repuestos de los embragues de tractores. En 1971 entro en el mercado de embragues para automóviles.

### COFRE
Es la línea de líquidos de frenos y Rines. Fue fundada en 1959, empezó fabricando Líquido de frenos, y en 1972 empieza la fabricación de Rines de acero para automóviles y en 1976 Rines para camiones

### Imal
Es la línea de Suspensión de ballesta y Suspensión neumática. Fue fundada en 1959, empezó fabricando muelles de suspensión. En 1974 recibe soporte tecnio de Rockwell International.

### Gabriel
Es la línea de amortiguadores. Fue fundada en 1983. En 2010 empezó a ser proveedor de Hino en Colombia

### Madeal
Es la línea de Rines de aluminio. Fue fundada en 1988, En 1990 abre su propia planta en Manizales, en 1994 recibe la certificación para ser proveedor de Renault Sofasa.

### Kross
En 2004 Incolbest empieza a fabricar pastillas de frenos para motocicletas con el respaldo técnico de Yamaha En 2010 se crea la marca Kross con la fabricaion de pastillas y liquido de frenos. En 2018 empieza la fabricación de rodamientos.